# 里夫斯維爾 (伊利諾伊州)
里夫斯維爾（英語：Reevesville）是位於美國伊利諾伊州約翰遜縣的一個村落。

## 地理
里夫斯維爾的座標為37°20′35″N 88°43′11″W / 37.34306°N 88.71972°W，而該地最高點為海拔高度107米（即351英尺）。

## 人口
根據2010年美國人口普查的數據，里夫斯維爾的面積為5.00平方千米，當中陸地面積為5.00平方千米，而水域面積為5.00平方千米。當地共有人口500人，而人口密度為每平方千米100人。